# 行信教校
行信教校（ぎょうしんきょうこう）は、大阪府高槻市にある浄土真宗本願寺派の僧侶養成・仏教勉学のための専門学校。法的には各種学校の位置にある。

## 設置学科
学院部　（基礎から真宗学及び仏教学を学ぶ入門コース）
- 定員　30名
- 修業年限　1年
- 入試資格　高等学校卒業者又は同等以上と認められた者
- 特典　卒業者は、浄土真宗本願寺派の教師授与申請資格試験免除。得度習礼講習会免除。

教校部　（真宗学及び仏教学に関する専門的教育並びに研究を行う）
- 定員　30名
- 修業年限　2年
- 入試資格　本校学院部卒業又は同等以上と認められた者
- 特典　卒業者は、浄土真宗本願寺派学階得業の予試並びに本試免除。

## 空華学派
江戸末期以来、本願寺教学の流れに石泉（せきせん）と空華（くうげ）の二大学派（ほかに豊前、播南、石州、竜華など）があるが、行信教校は空華の学派を継承しているといわれる。

## 沿革
- 1882年（明治15年） - 摂津国島上郡富田（現・高槻市富田）の本照寺境内に設立する。校長・日野沢依。
- 1886年（明治19年） - 三島郡如是村東五百住（現・高槻市東五百住町）常見寺境内に移転する。
- 1946年（昭和21年） - 財団法人となる。
- 1949年（昭和24年） - 『本願寺地方仏教学院規定』により行信仏教学院を併設する。
- 2003年（平成15年） - 行信教校校長並びに行信仏教学院長に梯實圓が就任する。
- 2010年（平成22年）4月 - 設置者である財団法人行信教校が、学校法人に移行する。